# Rafael Alvarado Ballester
Rafael Alvarado Ballester (Tarragona, 7 de septiembre de 1924 - Madrid, 10 de abril de 2001). Académico y científico español.

## Biografía
Realizó el bachillerato en el Instituto Cardenal Cisneros de Madrid. Se licenció en ciencias naturales por la Universidad de Madrid en 1945 y se doctoró en Biología en 1950.
Profesor adjunto de Zoología de los Invertebrados y desde 1953 catedrático de esta asignatura en la Facultad de Ciencias de la Universidad Complutense de Madrid de la que ocupó los cargos de vicesecretario, secretario en funciones (1957-1962) y decano (1971-1975). En 1974 fue nombrado vocal de la Comisión del Diccionario Técnico de la Real Academia Española.
Miembro de diversos organismos nacionales e internacionales relacionados con su actividad científica: Comisión Internacional de Nomenclatura Zoológica (desde 1961), Asociación Belga de Malacología (desde 1969), Instituto Ecuatoriano de Ciencias Naturales (1971), Sociedad Catalana de Biología (1972), Asociación Española de Científicos, Comité Científico de Adena (1977) y de la Academia de Cirugía y Medicina de Galicia, vicepresidente (1974-1975) y presidente (1976-1977) de la Real Sociedad Española de Historia Natural. 
Fue también Académico correspondiente de la Academia de Cirugía y Medicina de Galicia y desde el 26 de marzo de 1981 miembro numerario de la Real Academia Española, donde ocupaba el sillón m y representaba al saber científico. Rafael Alvarado leyó su discurso de ingreso, titulado De nomenclatura. Juxta preceptum aut consunsu biologorum (Tecnicismos, cultismos, nombres científicos y vernáculos en el lenguaje biológico), el 25 de abril de 1982.
Estaba en posesión de la Encomienda de Alfonso X el Sabio con placa de la Orden Civil.

## Obra
A lo largo de su carrera publicó diversos trabajos científicos de su especialidad, colaboró en revistas y enciclopedias, fue miembro del consejo de redacción de la Revista de Biología, la más antigua de las revistas de biología de Italia. Fue también director de las revistas El mundo de los animales y La historia natural. 
Como miembro de la Comisión Internacional de Nomenclatura Zoológica (de 1961 a 1988) realizó la traducción y adaptación al español de su Código, que fue publicado por la Real Sociedad Española de Historia Natural en 1962.
En marzo de 1990 impulsó la reedición de la revista cultural Atlántida.
Entre sus libros figuran: 
- Evolución morfológica del Reino Animal
- Código Internacional de Nomenclatura Zoológica